# Бахр-ель-Газаль (регіон, Південний Судан)

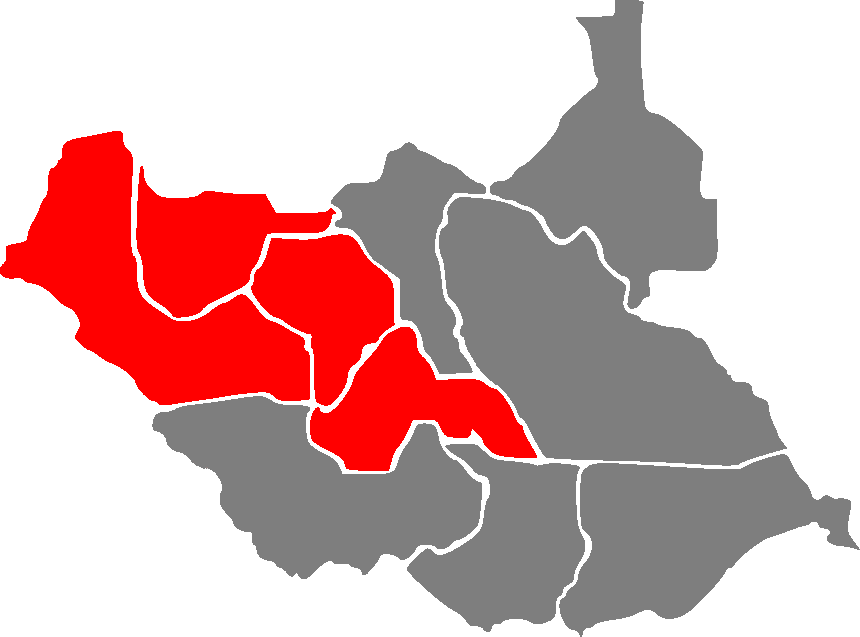
Мапа Бахр-ель-Газаля

Прапор Бахр-ель-Газаля

Бахр-ель-Газаль — історичний регіон на заході Південного Судану, а також провінція в складі Єгипту з 1873 по 1885 рік, Англо-Єгипетського Судану з 1948 по 1955 рік і регіон Судану з 1956 по 1996 рік. Ім'я регіону взято з назви однойменної річки.

## Географія
Регіон охоплює наступні штати Південного Судану: Північний Бахр-ель-Газаль, Західний Бахр-ель-Газаль, Озерний і Вараб. Регіон межує з ЦАР на заході і Суданом на півночі. Територія регіону є болотистою місцевістю, присутні залізорудні поля. Населення представлено переважно плем'ям дінка, що займається обробкою землі й розведенням рогатої худоби.

## Історія
Протягом довгого часу населення регіону піддавалося набігам з боку своїх північних сусідів, народу фор, що складають основне населення Дарфуру. Хедив Єгипту зробив Бахр-ель-Газаль своєю провінцією в 1864 році. Однак територія контролювалася місцевими заповзятливими торговцями, які мали власні армії і проголосили себе монархами. У 1873 році найуспішніший з них Себеріо Рахма, прийняв бій і розгромив об'єднані турецько-єгипетські війська. Хедив зробив Бахр-ель-Газаль номінальною провінцією Єгипту, а Себеріо Рахма був призначений губернатором провінції.
У 1929 році регіон відвідав відомий антрополог Едвард Еван Еванс-Прітчард.
Згодом регіон був включений до складу Англо-Єгипетського Судану і став частину провінції Екваторія. У 1948 році Бахр-ель-Газаль був відділений від Екваторії і став дев'ятою за рахунком провінцією колонії. За часів англо-єгипетського кондомініуму територія Бахр-ель-Газаля управлялася британськими місцевими чиновниками. Кордон регіону в цей період зазнав деяких змін: первісно північний кордон проходив з заходу на схід від кордону Французького Конго по 10-й паралелі до перетину з річкою Ель-Араб, потім по річці Бахр-ель-Газаль, звідти — до озера Но, а з нього вгору за течією річки Бахр-ель-Джабаль. у 1905 році до складу Кордофана були передані деякі лівобережні території племені нгок-дінка. Також був перенесений кордон з Дарфуром (на південь, нижче 10-й паралелі). В період незалежності Республіки Судан зі складу Бах-ель-Газаля була виключена і передана до складу Дарфуру північно-західна частина провінції.. У 1996 році в ході адміністративної реформи регіон був розділений на чотири округи, які відповідають нинішнім штатам Південного Судану.
Регіон протягом довгих років був місцем кровопролитних битв під час обох громадянських воєн в Судані. За результатами другої громадянської війни штати Бахр-ель-Газаля стали частиною південносуданської автономії Судану, а після референдуму про незалежність — частиною окремої держави Південний Судан.